# 方高坪镇
方高坪镇，是中华人民共和国湖北省黄冈市团风县下辖的一个乡镇级行政单位。

## 行政区划
方高坪镇下辖以下地区：
方高坪社区、稻湾村、王湾村、陈湾村、宋墙村、天然村、杜堡村、土库村、彭畈村、尹店村、方高坪村、山冲村、赵湾村、火车岭村、何墩村、雷湾村、董垱村、金山村、眺云村、店口村、淋坡村、孟冲村、汤铺岭村、响水村、港口村和柴坳村。